# Linguïstische antropologie
Linguïstische antropologie is het deelgebied van de antropologie dat de variatie in taal door tijd en ruimte bestudeert, het sociaal gebruik van taal en de relatie tussen taal en cultuur.

## Tijdgebonden taalgebruik
In het Nederlands van de 16e eeuw heeft het woord "vroom" geen andere betekenis dan een algemene omschrijving van standvastig, vasthouden aan principes. Op welk gebied iemand "vroom", standvastig, is maakt niet uit. "Vroomheid" is dan een positieve eigenschap. Deze betekenis van "vroom" komen we bijvoorbeeld tegen in het zeventiende-eeuwse lied "Merck toch hoe sterck" met de regel: "Bergen op Zoom houd u vroom". Dit liedje stamt uit de periode 1568 - 1648 (Tachtigjarige Oorlog). De stad wordt opgeroepen standvastig te zijn tegenover de Spaanse belegering.
In het Nederlands van de 20e en 21e eeuw is de betekenis niet echt veranderd, maar is het gebied waarop de standvastigheid betrekking heeft versmald tot het religieuze terrein. Bovendien wordt dan verwezen naar het vooral letterlijk volgen van de religieuze voorschriften met als doel persoonlijke redding. Sociale consequenties van religie voor de omgang tussen mensen worden ondergeschikt gemaakt aan het volgen van de regel. "Vroomheid" in deze betekenis wordt vaak negatief gewaardeerd.

### Sociaal gebruik van taal
Zie het voorbeeld "Dat is vet" bij het lemma context